# Serua (ostrov)
Serua je indonéský ostrov a zároveň nečinná sopka, nacházející se ve východní části Bandského moře. Jeho půdorysné rozměry činí 2 × 4 km. Ve skutečnosti se jedná o vynořenou podmořskou sopku, jejíž základna leží 3600 m pod hladinou moře. Představuje nejaktivnější vulkanickou strukturu v ostrovním oblouku, lemující subdukční zónu Bandského moře. Od konce 17. století bylo zaznamenáno deset, převážně slabých erupcí. Poslední proběhla roku 1921.